# Alysiinae
Alysiinae – podrodzina  błonkówek z rodziny męczelkowatych. 

## Zasięg występowania
Podrodzina obejmuje gatunki występujące na całym świecie.                      

## Budowa ciała
Przedstawiciele tej podrodziny osiągają do 5 mm długości, zwykle 2–3 mm. Górna część głowy w rzucie grzbietowym ma bardzo charakterystyczny kształt – jest duża, a jej tyla krawędź jest po bokach wygięta do tyłu przyjmując półksiężycowaty kształt. Żuwaczki, w przeciwieństwie do większości owadów, są u Alysiinae zakrzywione na zewnątrz i nie zachodzą na siebie. Służą one do przegryzania twardych kokonów żywicielskich muchówek.

Alysia tipulae widoczny kształt głowy

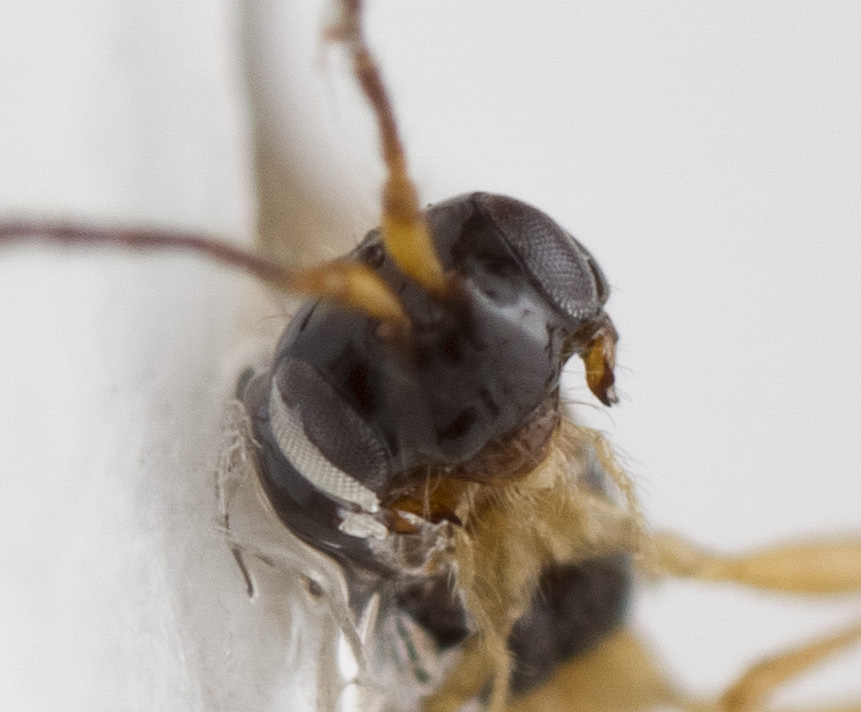
głowa Alysiinae spp. widoczne charakterystyczne żuwaczki

## Biologia i ekologia
Alysiinae są parazytoidami muchówek łękorysych. Samice składają jaja w larwach bądź jajach żywicieli, przeobrażenie następuje w kokonie zaatakowanej muchówki. Imago żywią się pyłkiem i nektarem.

## Systematyka
Do Acampsohelconinae zalicza się 42 rodzaje podzielone na dwa plemiona:
Plemię: Alysiini Leach, 1815
- Alysdacnusa
- Alysia
- Aphaereta
- Asobara
- Aspilota
- Dacnulysia
- Dinotrema
- Eudinostigma
- Fischeralysia
- Heratemis
- Hylcalosia
- Idiasta
- Neodiasta
- Orthostigma
- Phaenocarpa
- Senwot
- Separatatus
- Synaldis
- Telmogarbus

Plemię: Dacnusini
- Amyras
- Chaenusa
- Chorebus
- Coloneura
- Dacnusa
- Grandia
- Orientelix
- Parasymphya
- Protodacnusa
- Symphya
- Terebrebus
- Tobiasnusa